# 罗汉亭站
羅漢亭站（：／ Nahanjeong yeok */?）曾經为韩国铁路岭东线上的一座鐵路站，位于江原道三陟市道溪邑深浦里，已于2012年废止。

## 历史
- 1940年8月1日，落成使用[1]。
- 2012年6月27日，停止使用。